# Островная (приток Юзы)
Островная — река в России, протекает в Бабушкинском районе Вологодской области. Устье реки находится в 91,6 км по правому берегу реки Юза. Длина реки составляет 11 км.
Исток Островной находится в заболоченном лесу, расположен в 17 км к северо-западу от села Рослятина, центра Рослятинского сельского поселения. Река течёт по ненаселённому лесу на восток, крупных притоков нет. Островная впадает в Юзу всего в нескольких сотнях метров ниже её образования в результате слияния Озерихи и Юзицы.

## Данные водного реестра
По данным государственного водного реестра России относится к Верхневолжскому бассейновому округу, водохозяйственный участок реки — Унжа от истока и до устья, речной подбассейн реки — Бассей притоков Волги ниже Рыбинского водохранилища до впадения Оки. Речной бассейн реки — (Верхняя) Волга до Куйбышевского водохранилища (без бассейна Оки).
Код объекта в государственном водном реестре — 08010300312110000014665.